# Jenna Stern
Pour les articles homonymes, voir Stern.
Jenna Stern, née le 23 septembre 1967 à Los Angeles, Californie, est une actrice américaine.

## Biographie
Jenna Stern est née à Los Angeles, en Californie. Elle est la fille de l'actrice britannique Samantha Eggar et du producteur américain Tom Stern. Le frère de Jenna, Nicolas Stern, est producteur pour Screen Gems. Jenna Stern est diplômée de l'Université de Californie à Berkeley. Elle est aujourd'hui mariée à l'acteur Brennan Brown et vit avec sa famille à New York.

## Carrière
Jenna Stern commence sa carrière en 1994. Elle joue dans L'Ombre d'un soupçon de Sydney Pollack en 1999. En 2006, elle partage l'affiche du film 16 blocs avec Bruce Willis. Depuis 2011, Jenna Stern apparaît souvent à la télévision, notamment dans les séries télévisées New York, unité spéciale et House of Cards.

## Filmographie

### Au cinéma
Longs-métrages
- 1997 : Trait pour trait (Picture Perfect) de Glenn Gordon Caron : La cinquième annonceuse
- 1999 : The Eden Myth de Mark Edlitz : Doreen Speck
- 1999 : L'Ombre d'un soupçon (Random Hearts) de Sydney Pollack : Sally Gabriel
- 2000 : Wirey Spindell de Eric Schaeffer : Roxanne
- 2001 : Jon Good's Wife de Mike Gioscia et Kurt St. Thomas : Rebecca Lawson
- 2005 : Hitch, expert en séduction (Hitch) de Andy Tennant : Louise
- 2006 : 16 blocs (16 Blocks) de Richard Donner : Diane Mosley
- 2009 : The Hungry Ghosts de Michael Imperioli : Lisa
- 2010 : The Best and the Brightest de Josh Shelov : Katharine Heilmann
- 2013 : South Dakota de Bruce Isacson : Ginger
- 2014 : Sexual Secrets de Mark Edlitz

Courts-métrages
- 2012 : Little Dad de Noah Pritzker

### À la télévision
Séries télévisées
- 1998 : The Larry Sanders Show, épisode « Pilots and Pens Lost » (6-4) : Lisa
- 1999 : Spin City, épisode « L'adjoint au maire (The Nutty Deputy Mayor) » (3-14) : Nina Lawrence
- 1999 : New York, police judiciaire (Law and Order) (saison 9, épisode 23) : substitut du procureur Antonella Ricci
- 2000 : New York, unité spéciale (Law and Order: Special Victims Unit) (saison 1, épisodes 14 et 18) : susbtitut du procureur Eastman
- 2002 : Braquage au féminin (Widows), épisode « Hour One » (1-1) : Sara Sellick
- 2002 : New York, section criminelle (Law & Order: Criminal Intent) (saison 1, épisode 12) : Julie Feldman
- 2003 : Queens Supreme, épisode « Flawed Heroes » (1-3) : Valerie Williams
- 2003 : New York, police judiciaire (Law and Order) (saison 14, épisode 5) : Kathy Teller
- 2005 : New York, section criminelle (Law & Order: Criminal Intent) (saison 4, épisode 22) : Janice Steiner
- 2006 : Six Degrees, épisode « Rencontres fortuites (Pilot) » (1-1)
- 2007 : Les Soprano (The Sopranos), épisode « Fabriqué en Amérique (Made in America) » (6-21) : Dr Doherty
- 2007 : Gossip Girl, épisode « S. & B. : La guerre des nerfs (Poison Ivy) » (1-3) : L'institutrice
- 2007 : New York, section criminelle (Law & Order: Criminal Intent) (saison 6, épisode 21) : Miss Hayworth
- 2008 : La Loi de Canterbury (Canterbury's Law), 2 épisodes : La procureure générale adjointe Kate Cooley
- 2009 : Kings, épisode « Fraternités (Brotherhood) » (1-7) : La doctoresse
- 2009-2010 : New York, police judiciaire (Law and Order) (saison 20, épisodes 9 et 17) : La procureure Linda Taft
- 2011 : Ma femme, ses enfants et moi (Are We There Yet?), épisode « À bonne école (The Man and the Bragging Snafu Episode) » (2-7) : Mme Listens
- 2011 : New York, unité spéciale (saison 13, épisodes 1 et 18) : juge Elana Barth
- 2011 : New York, section criminelle (Law & Order: Criminal Intent) (saison 10, épisode 6) : Lauren Langston
- 2011 : A Gifted Man, épisode « Un ciel sans nuage (In Case of Discomfort) » (1-3) : Rebecca Marks
- 2012 : 666 Park Avenue, épisode « Tir croisés (Hero Complex) » (1-4) : Regina Wilson
- 2013 : New York, unité spéciale (saison 14, épisode 18) : juge Elana Barth
- 2013 : New York, unité spéciale (saison 15, épisode 9) : juge Elana Barth
- 2014 : The Leftovers, épisode « Penguins One, Us Zero » (1-2) : L'agent Jennifer Freschette
- 2015 : New York, unité spéciale (saison 16, épisodes 10, 20 et 23) : juge Elana Barth
- 2015 : New York, unité spéciale (saison 17, épisode 3) : juge Elana Barth
- 2015 : House of Cards, 4 épisodes : Eliana Caspi
- 2015 : Show Me a Hero, « Parts 3 & 4 » (1-3) : Gail Shaffer
- 2015 : Blue Bloods, « Les Évadées (Backstabbers) » (5-6) : Rose Butler
- 2016 : Blindspot, épisode « Super soldat (Scientists Hollow Fortune) » (12-1) : Le docteur Lindsay Sparacino
- 2016-2017 : New York, unité spéciale (saison 18, épisodes 2, 5, 10 et 16) : juge Elana Barth
- 2016 : Person of Interest, épisode « Reassortment » (8-5) : Le docteur Mason
- 2018 : New York, unité spéciale (saison 19, épisode 10) : juge Elana Barth
- 2019 : New York, unité spéciale (saison 20, épisode 15) : juge Elana Barth
- 2019-2020 : New York, unité spéciale (saison 21, épisodes 1, 11 et 20) : avocate de la défense Elana Barth
- 2022 : New York, unité spéciale (saison 23, épisode 15) : avocate de la défense Elana Barth

Téléfilms
- 1994 : La Quatrième Dimension : L'ultime voyage (Twilight Zone: Rod Serling's Lost Classics) de Robert Markowitz : Susan
- 2011 : Cooper and Stone de John Dahl : La capitaine Erica Anderson
- 2012 : Game Change de Jay Roach : Lisa Kline